# Bernardus Silvestris
Bernardus Silvestris var en nyplatonsk kristen filosof (förmodad livstid ca 1085-1178) bl.a. verksam vid katedralsskolan i Chartres, men framför allt vid katedralsskolan i Tours. Hans mest kända verk, Cosmographia, skrevs på 1140-talet, och utmärker sig för två egenskaper: Dels förekomsten av en filosofisk naturvetenskap oberoende av gammaltestamentliga föreställningar om skapelsen, dels bruket av allegori för att framställa tankar. 
Under 1800-talet och början av 1900-talet förmodades Bernardus Silvestris vara identisk med Bernhard av Chartres. Sedan mitten av 1900-talet debatteras dock huruvida de var två olika personer.